# Argón el justiciero
Argón el justiciero es un historieta argentina creada por el guionista Armando Fernández y publicada originalmente en el álbum de historietas El Tony, de la editorial Columba. Además de Fernández, Héctor Germán Oesterheld también escribió algunos de los guiones de la serie, la cual contó con la labor gráfica de una larga cantidad de artistas, cuya mayoría pertenecían al estudio Nippur IV.

## Trayectoria editorial
El primer número de Argón el justiciero tuvo lugar en el álbum El Tony Extraordinario, el 4 de julio de 1972 con guion de Armando Fernández y el arte de Sergio Mulko. Ese primer capítulo llevó el nombre de "Quince Monedas de oro".  La historieta continuó publicandose de manera continua durante más de 200 números hasta el año 1989 donde los guiones de Fernández aparecían bajo el seudónimo de Gonzalo Bravo y el arte estaba a cargo de Carlos Villagrán, quien firmaba los dibujos con su célebre pseudónimo de Bill A. Grant.

### Dibujantes
Argón funcionó como una escuela de dibujo en la que los nuevos asistentes del estudio Nippur IV (luego llamado "estudio Villagrán" tras la partida de Robin Wood) dibujaban los cuerpos de los personajes mientras que los dibujantes titulares se encargaban de los rostros. El personaje fue ilustrado por una gran cantidad de artistas que incluyó a Sergio Mulko, Enrique Villagrán, Rubén Meriggi Walter Taborda, Ricardo Villagrán y principalmente a Carlos Villagrán el cual se encargó de la serie durante casi 100 episodios, siendo Argón uno de los personajes principales de su carrera como dibujante de historietas.

### El personaje
Se trataba de un general griego a las órdenes de Alejandro Magno, el cual vive una gran variedad de aventuras acompañando al líder macedónico en su conquista del mundo antiguo y en sus viajes hacia Asia. Efectivamente la saga más importante de este personaje, que era un clásico héroe combatiente de hacha y espada, se da siguiendo a Alejandro especialmente en sus viajes por Persia y la India. Aunque la historieta incluyó algunos elementos míticos, el hecho de que su trama ficticia se desarrollase dentro de un contexto histórico dio a la misma un carácter de fantasía o novela histórica.